# La torre bianca
La torre bianca (The White Tower) è un film statunitense del 1950 diretto da Ted Tetzlaff, basato sul romanzo omonimo (The White Tower) di James Ramsey Ullman del 1945.

## Produzione
Ispirato al romanzo di James Ullman che raccontava l'ascensione di una vetta fantastica sulle Alpi. La proposta della RKO Pictures,  la casa di produzione americana, era di girare il film sull'Everest con la troupe, ma il direttore del Boston Museum of Science, tale Bradford Washburn (che era  sinonimo di Monte McKinley da trent'anni, dato che la sua prima visita alla montagna risaliva al 1936, quando il direttore del National Geographic Magazine lo aveva mandato lassù col compito di fotografarla), li aveva convinti a scegliere invece il Monte McKinley per le riprese delle scene in montagna.